# Нальдини, Джованни Баттиста
Джованни Баттиста Нальдини (итал. Giovanni Battista Naldini; 1535, Флоренция — 18 февраля 1591, Флоренция) —  итальянский живописец периода позднего Возрождения и маньеризма флорентийской школы.

## Биография
Первое профессиональное обучение (1549—1557) Нальдини получил в мастерской живописца Якопо Понтормо. После 1560 года он прибыл в Рим, а в 1562 году уехал на несколько месяцев во Флоренцию, поскольку был нанят Джорджо Вазари для работы по оформлению Студиоло Франческо I в Палаццо Веккьо. Он написал две композиции: «Аллегория Мечты» и «Сбор янтаря».
Во Флоренции как мастер алтарных картин он участвовал в обновлении убранства великих базилик после Контрреформации: Санта Мария Новелла и Санта-Кроче. Написал запрестольный образ «Призвания апостола Матфея» для капеллы Сальвиати в церкви Сан-Марко, где он работал вместе с Франческо Морандини.
В Риме по заказу флорентийца Джованни Баттисты Альтовити он украсил капеллу Святого Иоанна Крестителя в церкви Сантиссима-Тринита-дей-Монти (1580). В живописи Нальдини работал под влиянием творчества Андреа дель Сарто, часто до такой степени, что их произведения почти неразличимы.
Нальдини также был одним из первых кто вслед за Пармиджанино стал работать в технике «тонально-живописного рисунка». Среди его учеников были Франческо Курради, Козимо Гамберуччи и Козимо Дути.
В санкт-петербургском Эрмитаже имеется две картины Нальдини: «Вирсавия в купальне» и «Мальчик Христос в Иерусалимском храме».

## Галерея

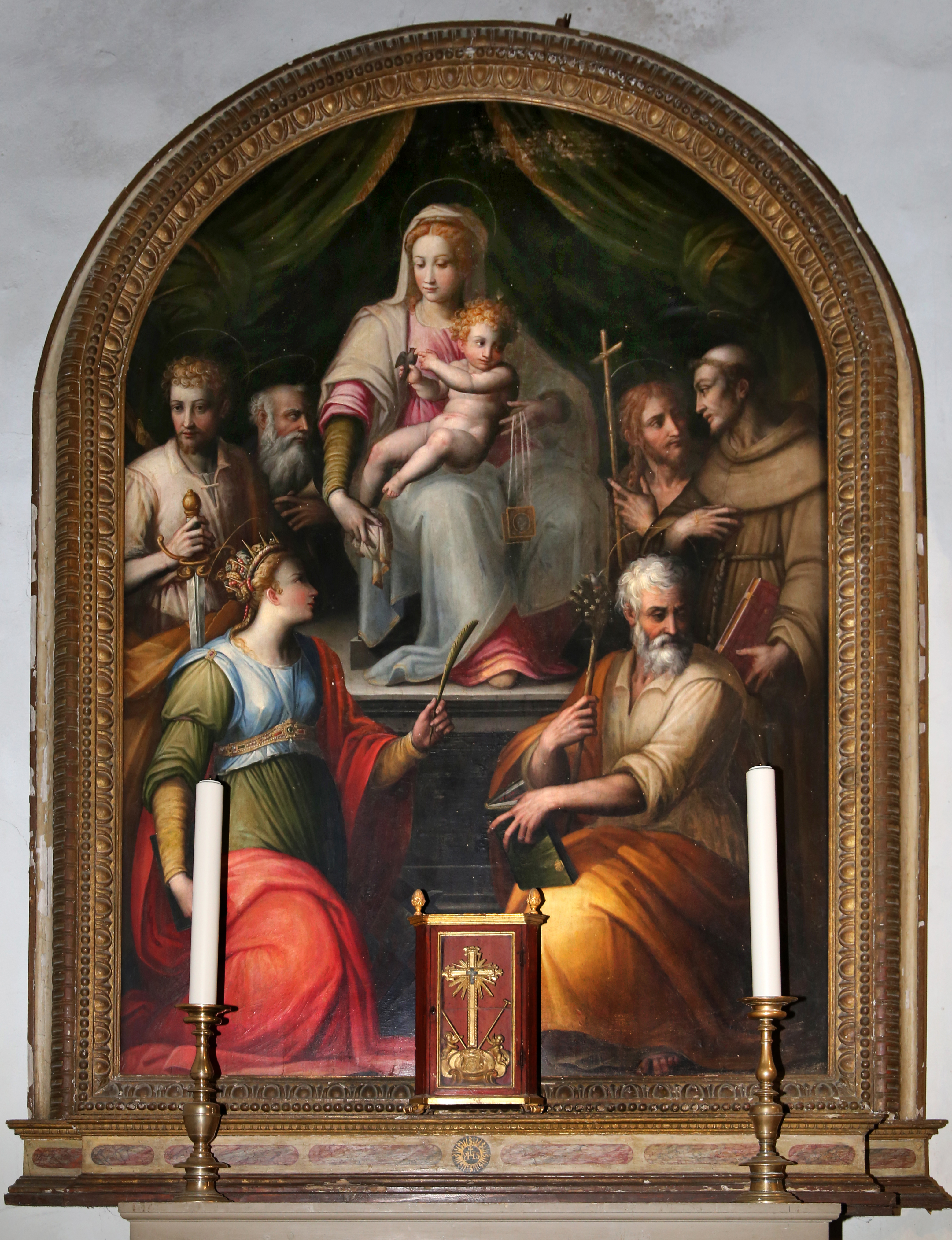
Мадонна с Младенцем и шестью святыми. Между 1550 и 1560. Церковь Св. Марии в Дикомано, Флоренция
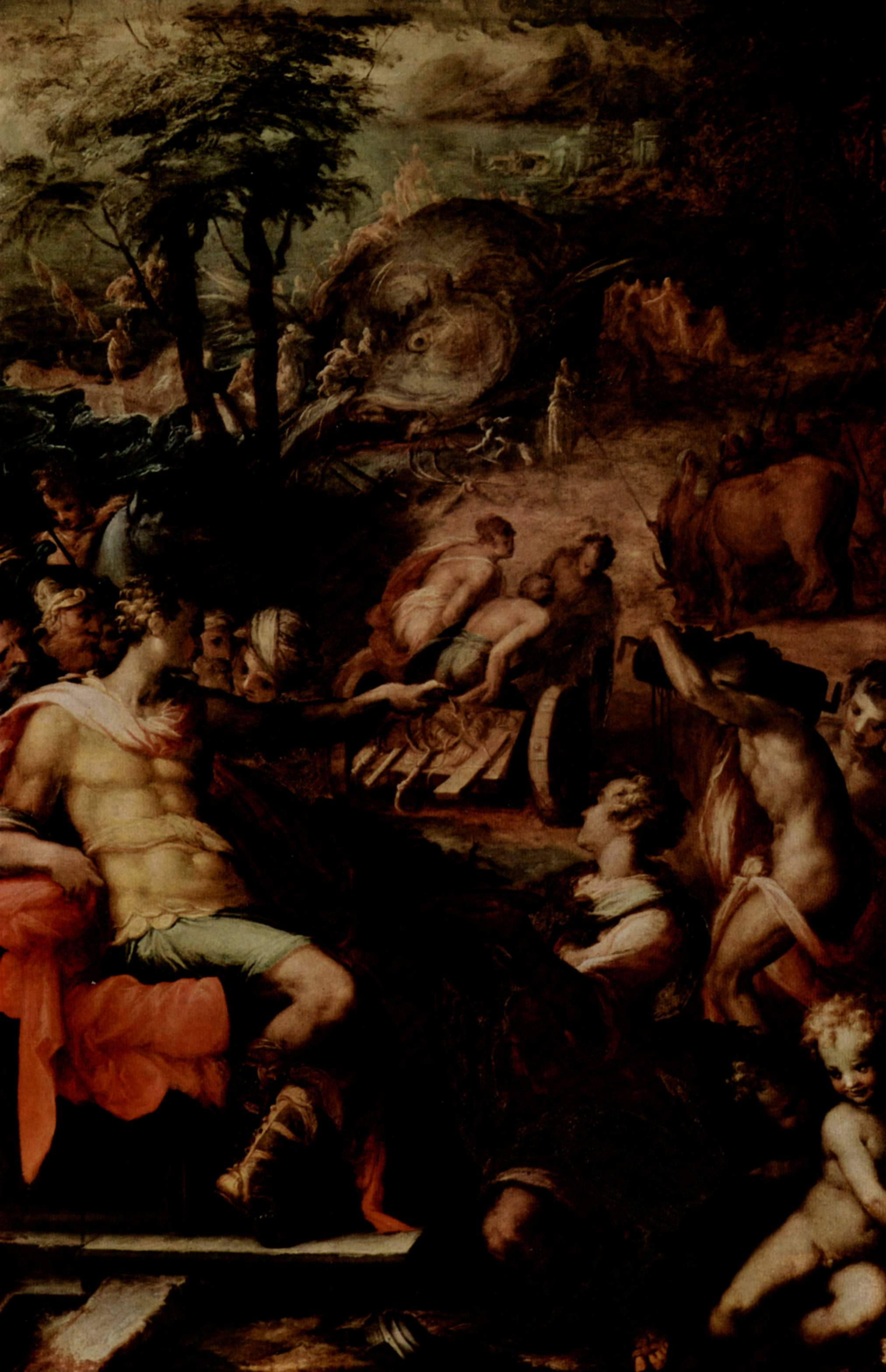
Сбор янтаря. 1570—1572. Холст, масло. Студиоло Франческо I. Палаццо Веккьо, Флоренция
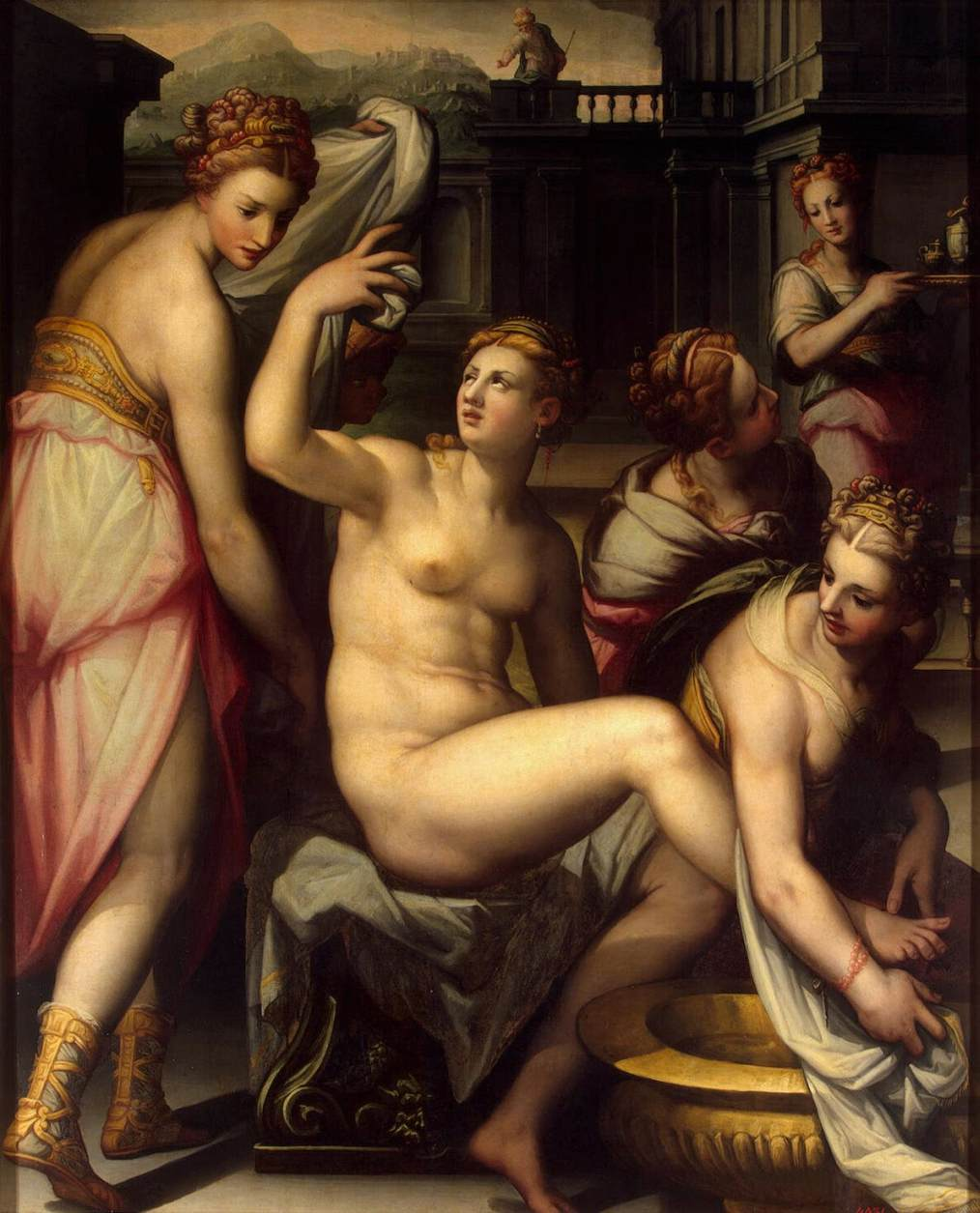
Вирсавия в купальне. 1570-е. Холст, масло. Государственный Эрмитаж, Санкт-Петербург
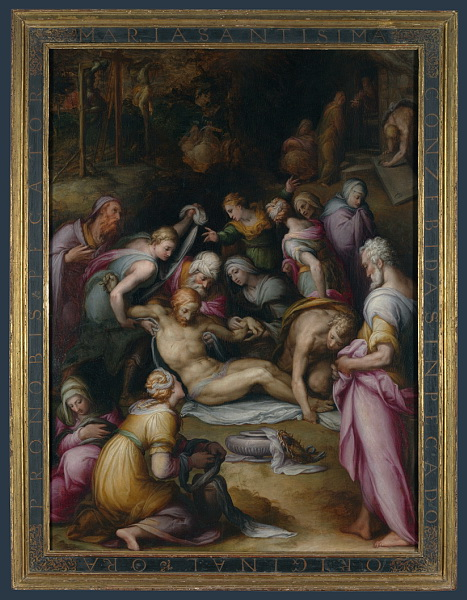
Оплакивание Христа. 1572. Холст, масло. Национальная галерея, Лондон
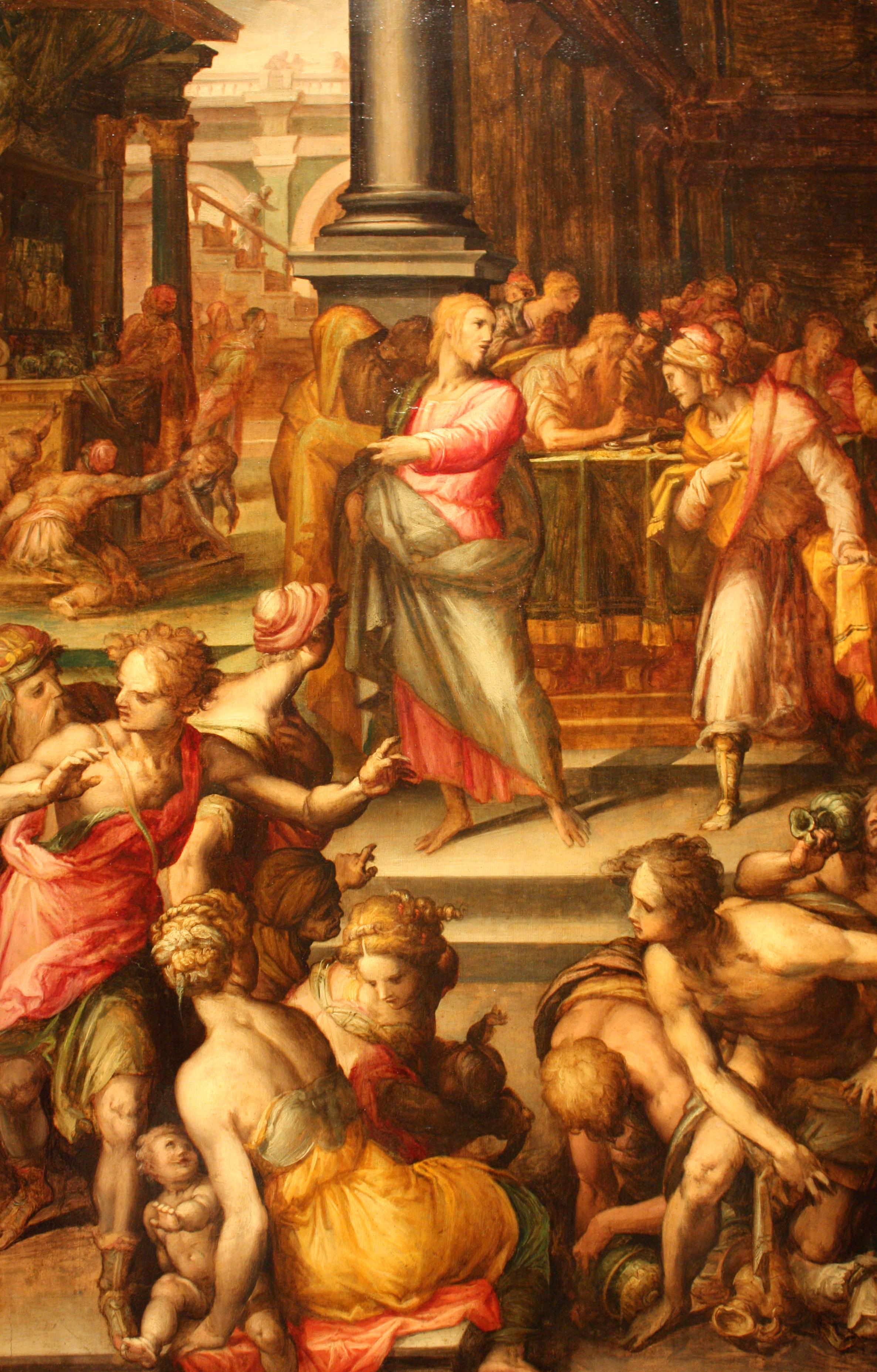
Призвание апостола Матфея. Холст, масло. Государственный музей изобразительных искусств имени А. С. Пушкина, Москва
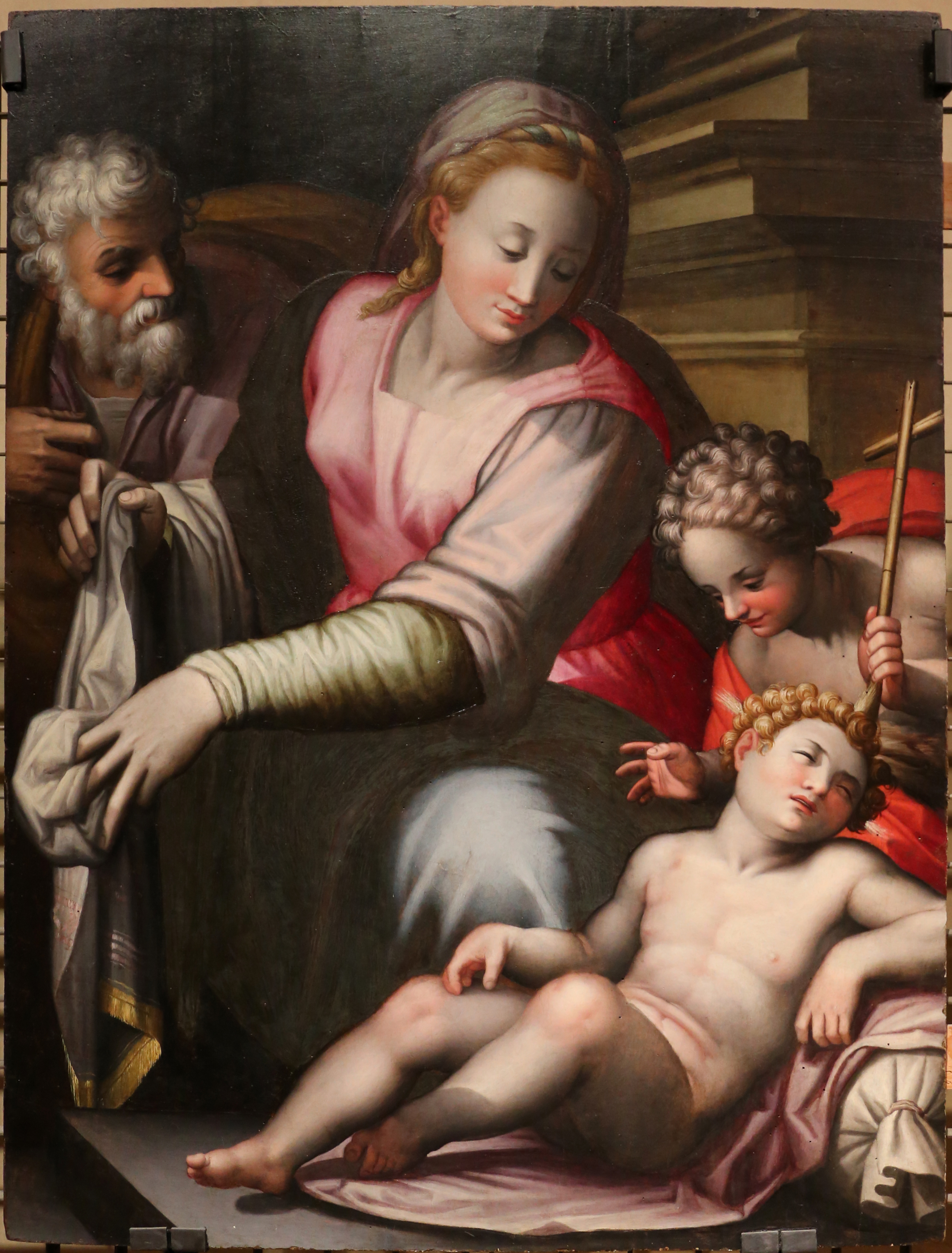
Святое семейство с маленьким Иоанном Крестителем. Между 1570 и 1580. Холст, масло. Муниципальный музей, Пистоя
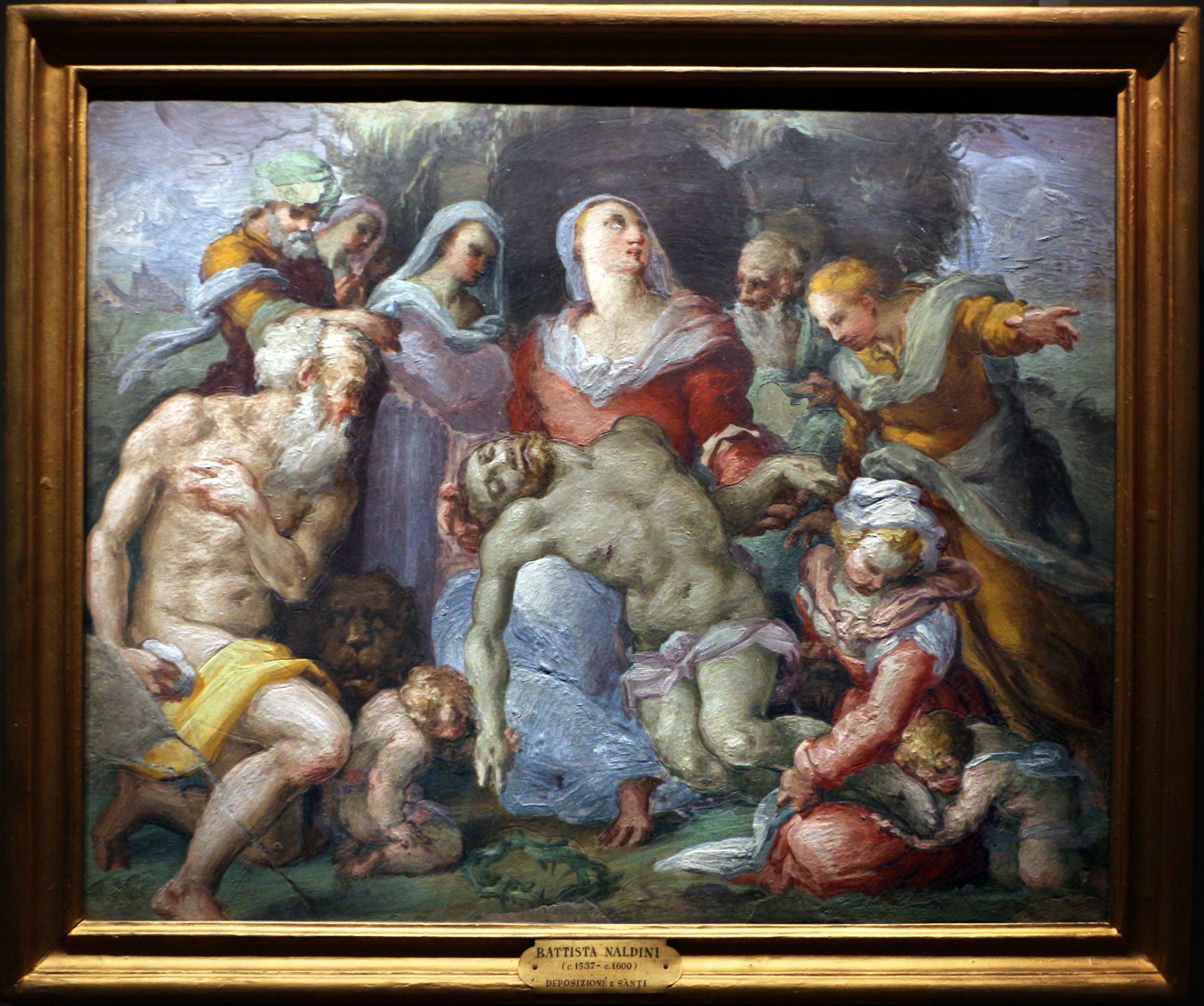
Положение во гроб. Ок. 1566. Музей дельи Инноченти (Воспитательный дом), Флоренция